# Anello ridotto
In matematica, un anello ridotto è un anello privo di elementi nilpotenti non nulli, ovvero in cui le potenze {\displaystyle x^{2},x^{3},\ldots ,x^{n},\ldots ,} di ogni elemento non nullo {\displaystyle x} sono tutte diverse da 0.
Il concetto di anello ridotto è più debole di quello di dominio d'integrità, in quanto un divisore dello zero può non essere nilpotente: ad esempio, gli anelli {\displaystyle \mathbb {Z} [x,y]/(xy)} e {\displaystyle \mathbb {Z} \times \mathbb {Z} } sono anelli ridotti ma non sono domini d'integrità.
Dato un anello {\displaystyle A} e un ideale {\displaystyle I}, il quoziente {\displaystyle A/I} è ridotto se e solo se {\displaystyle I} è un ideale radicale; in particolare, {\displaystyle A} è ridotto se e solo se l'ideale {\displaystyle (0)} è radicale, cioè se e solo se il nilradicale di {\displaystyle A} (che è uguale all'intersezione di tutti gli ideali primi di {\displaystyle A}) è {\displaystyle (0)}. Sottoanelli, prodotti diretti e localizzazioni di anelli ridotti sono ancora ridotti.
In geometria algebrica, gli anelli ridotti sono rilevanti in quanto gli anelli delle coordinate delle varietà affini sono anelli ridotti. Più precisamente, una delle forme equivalenti del teorema degli zeri di Hilbert afferma che, se {\displaystyle K} è un campo algebricamente chiuso, allora c'è una corrispondenza biunivoca tra l'insieme delle varietà affini in {\displaystyle K^{n}} e quello dei quozienti ridotti di {\displaystyle K[X_{1},\ldots ,X_{n}]} e, per estensione, tra le varietà affini su {\displaystyle K} e le {\displaystyle K}-algebre commutative, ridotte e finitamente generate. Il concetto può essere poi generalizzato a quello di schema ridotto.